# Aprendices de la Fábrica de Trubia (escultura)
L'escultura urbana coneguda pel nom Aprendices de la Fábrica de Armas de Trubia, ubicada a la plaça General Ordóñez (Trubia), a la ciutat d'Oviedo, Principat d'Astúries, Espanya, és una de les més d'un centenar que adornen els carrers de l'esmentada ciutat espanyola.
El paisatge urbà d'aquesta ciutat, es veu adornat per obres escultòriques, generalment monuments commemoratius dedicats a personatges d'especial rellevància en un primer moment, i més purament artístiques des de finals del segle xx.
L'escultura, feta de bronze, amb un pes d'uns 600 quilograms, és obra de Félix Alonso Arena, i està datada 2001.
La primera escola de formació professional que es va obrir a Espanya va ser l'Escola de Formació Professional Obrera de Trubia, localitat del concejo asturià d'Oviedo, que es va instal·lar el 7 de gener de 1850, gràcies a la tasca del director Antonio d'Elorza i Aguirre.
Trubia va ser una de les localitzacions més importants de la indústria metal·lúrgica de Mieres, Llangréu i Oviedo, i de la seva escola van sortir tant la base com així com els experts de primer ordre en qualsevol activitat mecànica durant moltes dècades.
Per això, l'Ajuntament d'Oviedo va voler reconèixer la seva gran tasca, i va encarregar a Félix Alonso Arena aquest conjunt escultòric, que es va inaugurar el juliol de 2001. La peça representa un jove aprenent llimant una peça que està subjecta a la taula de treball, en la qual es recolza el professor, qui està vestit amb uniforme militar, subjectant amb la mà esquerra un llibre.